# Wadim Berestowski
Wadim Berestowski (* 25. Dezember 1917 in Grodno; † 24. Dezember 1992 in Łódź) war ein polnischer Filmregisseur und Drehbuchautor von vor allem Kinderfilmen.
Berestowski schloss die polnische Staatliche Hochschule für Film, Fernsehen und Theater Łódź 1950 ab und engagierte sich als Filmemacher vor allem im Bereich des Kinderfilms, wofür er auch mehrere Auszeichnungen erhielt. Das von ihm verfasste Werk über die Geschichte des Kinderfilms wurde auch in der DDR veröffentlicht.
Dreimal nahm er Rollen als Darsteller an.

## Filmografie (Auswahl)
- 1950: Zwei Brigaden (Dwie brygady)
- 1956: Das Geheimnis des toten Schachts (Tajernica dzikiego szybu)
- 1958: Rancho Texas
- 1963: Wochenende (Weekendy; eine Episode)
- 1990: Kaczorek Felus

## Auszeichnungen (Auswahl)
- 1950: Preis für den besten Experimentalfilm (zusammen mit Janusz Nasfeter)
- 1981: Preis des Premierministers für sein Schaffen im Bereich des Kinderfilms
- 1988: Preis für seinen Beitrag zum Animationsfilm